# 廢電腦回收技術

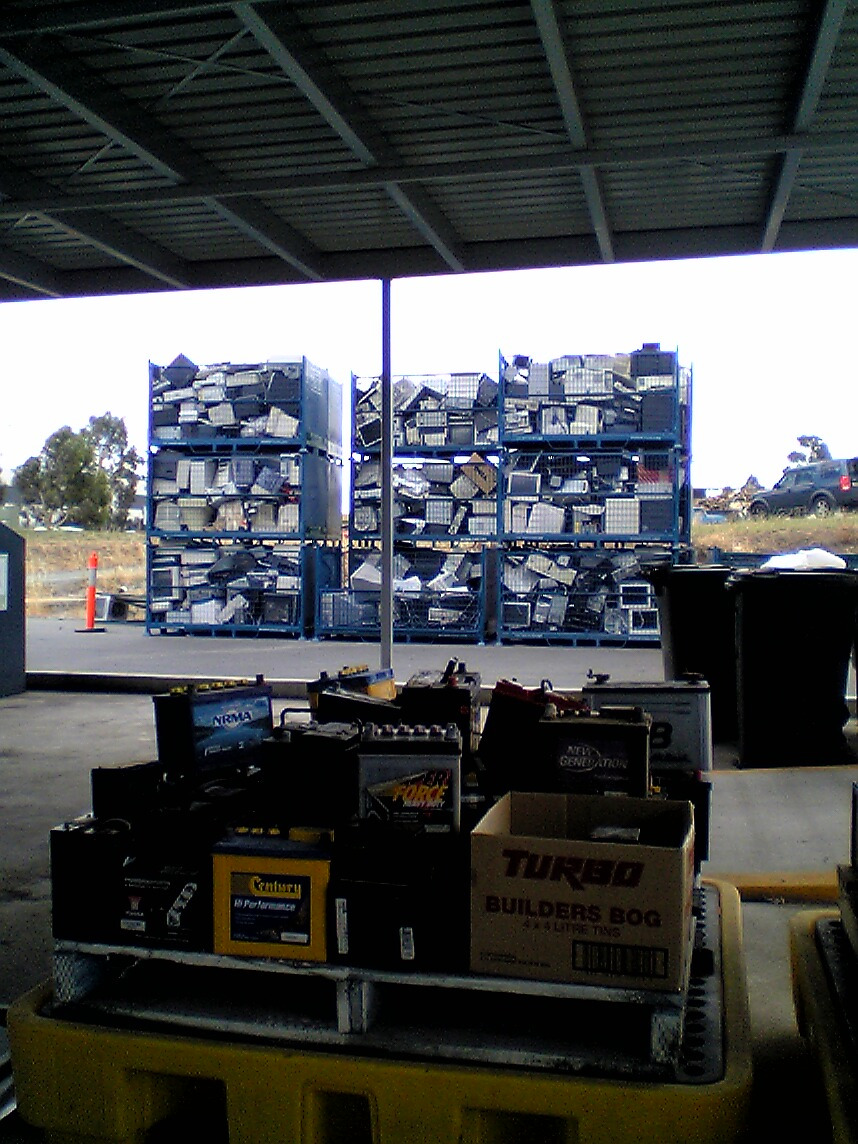
廢電腦等待回收處理

廢電腦回收技術為從淘汰與損壞的電腦中搜取可再利用資源的技術和產業，廣義可應用所有電子電路板廢品。

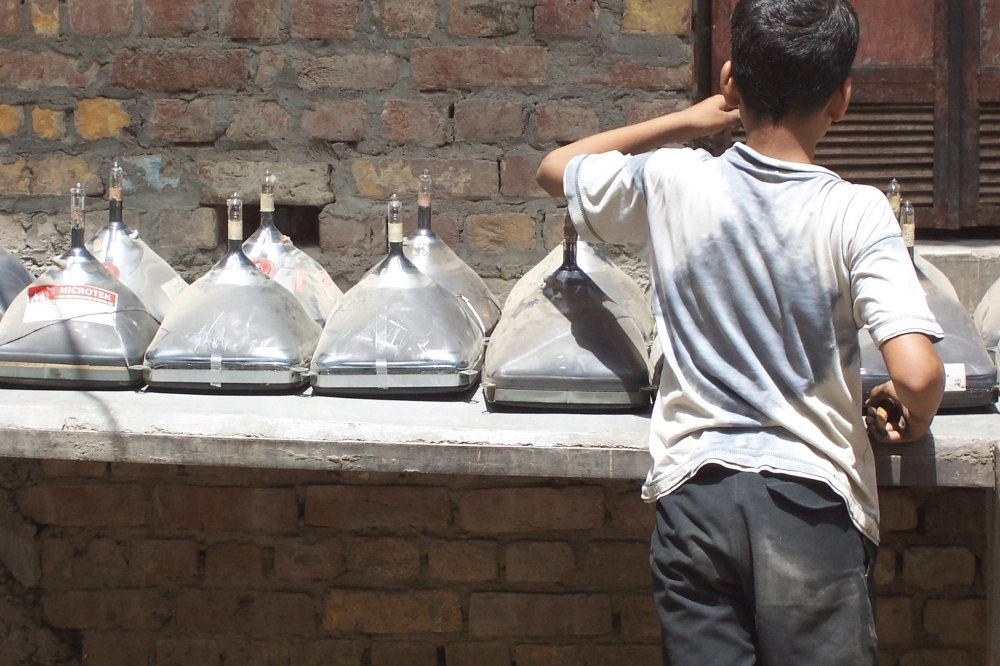
CRT螢幕含大量有毒金屬

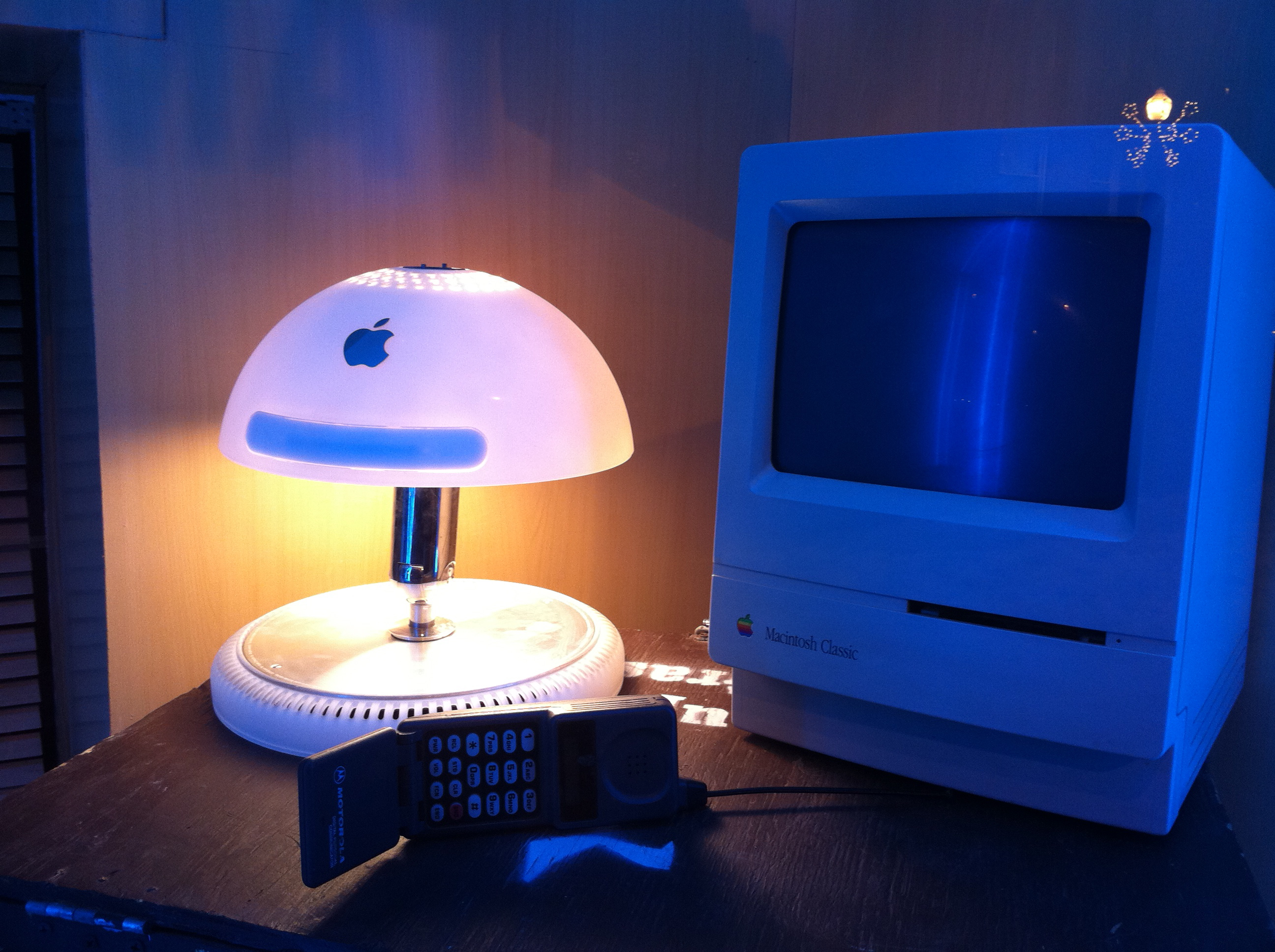
利用imac電腦廢外殼製作的檯燈，這種創意型回收通常由小店家或使用者自行在家施工完成。

## 概觀
隨著1980年代開始的電腦革命全球範圍內積體電路產品迅猛增多，而電腦科技更新淘汰快的特性造成大量電子廢品汙染，於是廢電腦回收技術應運而生。電腦產品中蘊含大量稀土金屬和可重複利用元件，許多企業認為如果能重新提取或回收，其中隱含重大財富與環保政策的補貼可能性。
美國環保署估計每5年有三千萬到四千萬的美國殘餘電腦歸類為“危險的家庭廢物”，國家安全委員會估計目前75%的美國電腦最後都將成為廢棄物被丟棄，其中含有的錫，矽，鐵，鋁都可以用低技術輕易回收，稀土類則需要較高提煉技術。
若放任不管，計算機組件包含許多有毒物質，如二噁英、多氯聯苯（PCBs）、鎘、鉻、放射性同位素和汞。 典型的計算機顯示器可以包含超過重量6％的鉛，其中大部分在陰極射線管（CRT）的鉛玻璃中。 典型的15英寸（38厘米）計算機顯示器可能含有1.5磅（1公斤）的鉛，但其他顯示器估計有高達8磅（4公斤）的鉛。電路板則包含大量的鉛錫焊料，其更可能浸入地下水或由於焚燒而造成空氣污染。 照一般垃圾處理這些貴重物質（如焚燒和酸處理）可能會釋放產生或合成有毒副產物，違反巴塞爾公約。
另一方面涉及資訊安全問題，許多政府或企業的電腦被隨意寬鬆的丟棄，可能是內部管理問題造成，若是有心人士擷取大量廢舊電腦的儲存設備，可能拼湊出有用的大量訊息甚至危害國家安全或企業機密，若是有認證過的電腦回收商在社會上運轉，具有專業電腦知識的他們不同於一般垃圾處理單位，有可能辨認出有價值的儲存設備後回報給原丟棄單位，形成最後一道關卡保險。
除了從電路板中提煉金屬外，近年一種新技術廢液晶混凝土嘗試將新流行的液晶螢幕廢品打碎後加入建材，以改善混凝土本身性質。以高品質玻璃取代部份砂石料所拌合之混凝土試體抗壓強度及抗磨損率應均比一般混凝土優異。

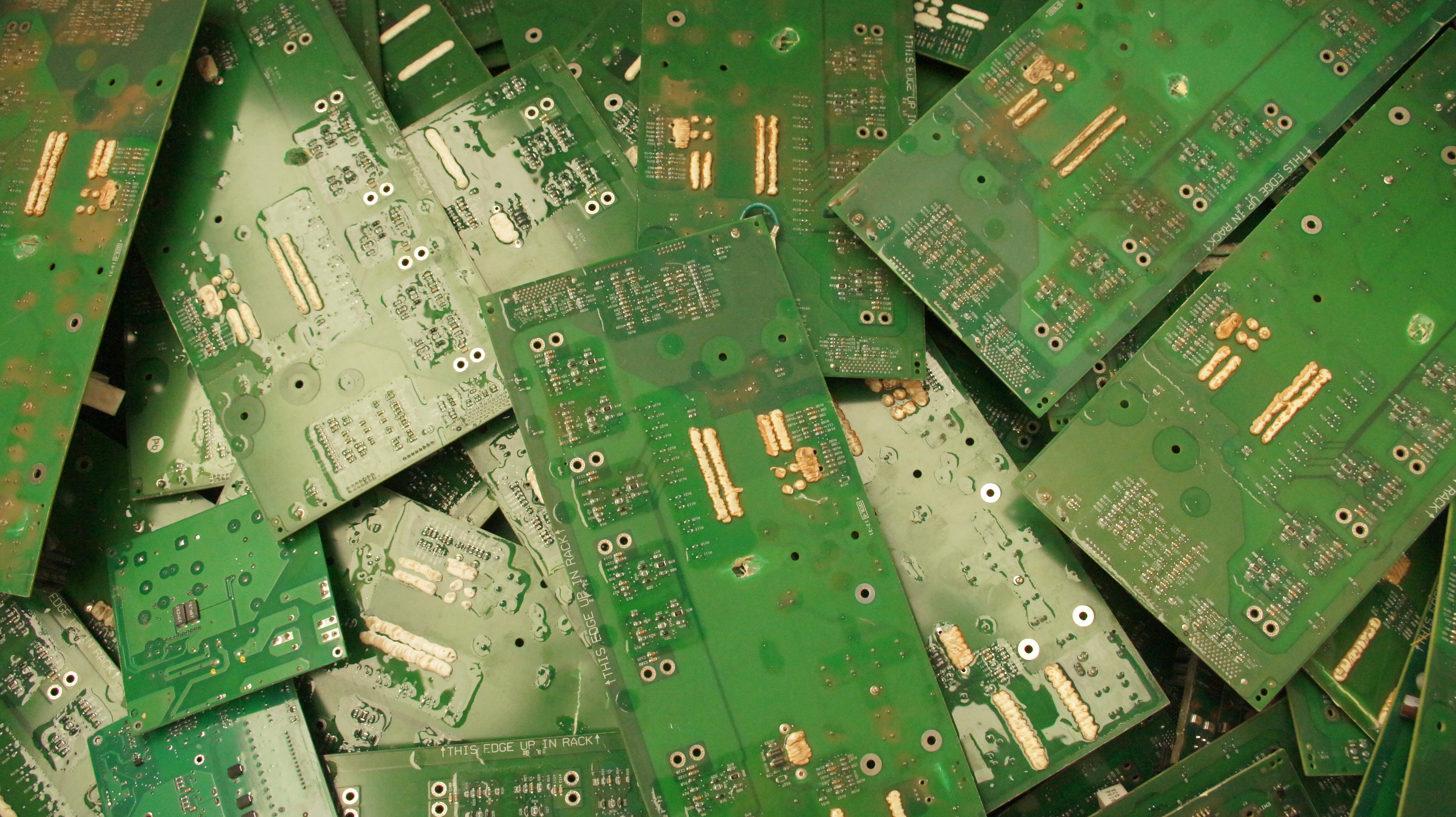
電路板含大量稀有金屬

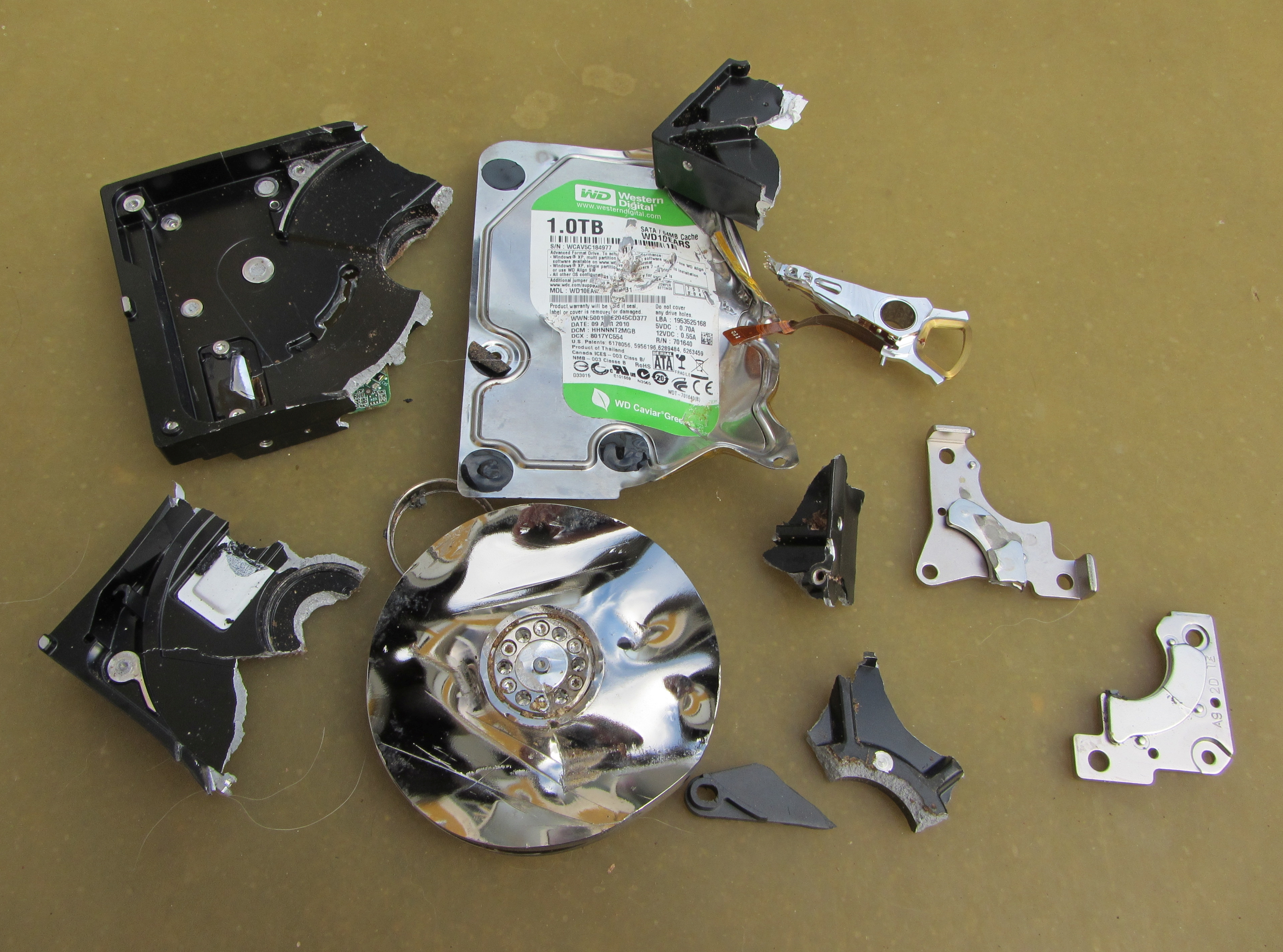
廢硬碟除非完全損毀，不然有心人依然可能提取資訊。

## 國際狀況

### 歐洲
在瑞士第一個電子廢物回收系統於1991年實施，從收集舊冰箱開始，多年來所有其他電氣和電子設備逐漸被添加到系統中。責任組織是SWICO，主要處理信息，通信和組織技術。歐盟在2003年2月根據廢電子電氣設備指令（WEEE指令，2002/96 / EC）成立了類似的回收系統開始營運。 然而泛歐洲立法的進度緩慢，義大利與英國最慢通過立法， WEEE指令的成功因各國而異，人均回收率從1到13公斤間，差異極大的效率是一個問題，WEEE命令電子產品製造商必須為社會建立回收系統支付一定費用，然而對於已經倒閉的電腦公司產品其他公司沒有義務付款，在英國這類垃圾通常由民營回收商處理，並向丟棄者收取全部費用。

### 美洲
美國國會成立了一些電子廢物法規，如國會議員麥克湯普森提出的“國家計算機回收法”。 關於固體廢物的主要聯邦法是1976年的資源保護和恢復法，它僅涵蓋CRT螢幕，另有一些零散的電池回收法規， 2009年3月25日，眾議院科學和技術委員會批准資助減少電子廢物和減輕環境影響的研究，幕後推動者是拉爾夫·霍爾議員，這是第一個直接處理電子廢物的聯邦法案。 但是大體上由於美國人工和其他成本高昂，商業機制導致大量廢舊電腦是出口至第三世界國家處理。
2001年，阿肯色州頒布了州一級的“阿肯色州計算機與電子固體廢物管理法”，要求國家機構管理和銷售多餘的計算機設備，建立電腦和電子產品回收基金，並授權環境質量部門管理監管。

### 亞洲
在日本某些電子產品（如電視機和空調）的賣主和製造商需要回收自己生產的產品垃圾。然而沒有立法來覆蓋電腦或手機相關廢物的回收利用。成為完全放任的態度，然而商業機制下有少數民間公司看到回收電子產品金屬的商機用民間資本在回收，形成一些微小的回收機制。
根據美國環境規劃署題為“從電子垃圾到資源的回收”的報告，在一些國家未來十年內，生產的電子廢物（包括手機和電腦）數量可能會增加多達500％ 如印度。但當地完全沒有回收機制。一個理論是亞洲國家的電腦產品回收無監管狀態，其實是已開發先進國家的政治力在幕後操作，因為他們希望這些狀態持續，這樣人工和環保成本非常高昂的西方國家就能電子垃圾甩到亞洲，避免自身的污染難題，因為在本國處理的成本支出高到難以想像。而一些亞洲國家也認為自己在短期內並非沒有好處，回收業能提供一些就業機會同時廢舊電腦中的零件有可能可以拼湊出能用的中古電腦，成為貧窮家庭的電腦來源，而國家利益方面甚至能從大量資訊用品中挖掘到一些科技甚至殘存情報。

### 非洲
只有南非由“1998年國家環境管理法”和“2008年國家環境管理廢物法”中空泛規定，任何對環境造成危害物質和不遵守廢物法的任何人員，可能會被罰款1萬盧比，或者被判入獄或受到處罰，但普遍執行效率不佳。而其餘國家基本上沒有法規。